# Yuta Galarreta
Yuta Galarreta Villar (10 de diciembre de 1997) es un deportista peruano que compite en judo. Ganó una medalla de bronce en los Juegos Panamericanos de 2019, y una medalla de bronce en el Campeonato Panamericano de Judo de 2021.

## Palmarés internacional
| Juegos Panamericanos    | Juegos Panamericanos | Juegos Panamericanos | Juegos Panamericanos |
| Año                     | Lugar                | Medalla              | Categoría            |
| ----------------------- | -------------------- | -------------------- | -------------------- |
| 2019                    | Lima (Perú)          | Medalla de bronce    | –90 kg               |
| Campeonato Panamericano |                      |                      |                      |
| Año                     | Lugar                | Medalla              | Categoría            |
| 2021                    | Guadalajara (México) | Medalla de bronce    | –90 kg               |